# Internet Explorer 7
Internet Explorer 7, vaak afgekort als IE7, is een webbrowser ontwikkeld door Microsoft. Het werd uitgebracht in oktober 2006. Het was de eerste versie van Windows Internet Explorer in ruim vijf jaar na Internet Explorer 6. Het is de standaardbrowser in Windows Vista en Windows Server 2008 en werd als optionele update aangeboden in Windows XP en Windows Server 2003. Het is de eerste versie van Internet Explorer die niet ondersteund wordt door Windows NT 4.0, 98, 98 SE, 2000 en Me.

## Functies
In vergelijking met Internet Explorer 6 biedt IE7 ook onder andere de volgende functies:
- RSS-ondersteuning
- Ondersteuning van tabbladen
- Verhoogde veiligheid, onder meer door:
  - ActiveX-toepassingen moeten toestemming hebben van de gebruiker om geopend te worden
  - Verhinderen dat een script een nieuw venster opent als een venster wordt gesloten
  - De tekst in de statusbalk kan niet gewijzigd worden door scripts (tenzij de gebruiker dit toestaat)
  - Phishingfilter om gebruikers tegen frauduleuze websites te helpen beschermen
  - Voor Windows Vista: ouderlijk toezicht en bescherming tegen software die iets op de lokale pc probeert te zetten (Gebruikersaccountbeheer)
  - Betere encryptiemogelijkheden
- Een nieuwe interface, met onder andere:
  - Zoekbalk naast adresbalk
  - Vernieuwen- en stoppenknop zitten in de adresbalk
  - Menu zit verborgen en is grotendeels vervangen door enkele knoppen
- Ondersteuning voor add-ons
- Verbeterde AJAX- en CSS-ondersteuning
- Ondersteuning voor transparantie met alfakanalen van PNG-bestanden
- Webpagina inzoomen

Voorts verlaagt Internet Explorer 7 de functionaliteit van Active Desktop. In Windows Vista is dit Active Desktop zelfs niet beschikbaar. Internet Explorer 7 ondersteunt ook beter de webstandaarden, maar slaagt niet voor de Acid2- en Acid3-test.

## Systeemvereisten
Internet Explorer 7 vereist van het systeem minimaal:
- 233MHz-processor
- Windows XP SP2
- Super VGA (800 x 600)-monitor met 256 kleuren
- Muis of gelijkwaardig
- RAM:
  - 32 bitsversie van Windows XP/Server 2003: 64 MB
  - 64 bitsversie van Windows XP/Server 2003: 128 MB

## Uitgavegeschiedenis
| Versies            | Datum            | Vernieuwingen | Ondersteuning               |
| ------------------ | ---------------- | --- | --------------------------- |
| 7.0 bèta 1         | 27 juli 2005     | Ondersteuning voor PNG-alfakanalen, CSS-bugfixes, getabd browsen, Extended Validation Certificate. Phishingfilter. |                             |
| 7.0 bèta 2 Preview | 31 januari 2006  | Verbeterde CSS-ondersteuning. Webfeedplatformintegratie. Nieuwe GUI.                                               |                             |
| 7.0 bèta 2         | 24 april 2006    | Verbeterde compatibiliteit en CSS-ondersteuning.                                                                   |                             |
| 7.0 bèta 3         | 29 juni 2006     | Verbeterde CSS-ondersteuning.                                                                                      |                             |
| 7.0 RC 1           | 24 augustus 2006 | Verbeterde prestaties, stabiliteit, veiligheid, compatibiliteit en verbeterde CSS-ondersteuning.                   |                             |
| 7.0                | 18 december 2006 | | Windows XP en Windows Vista |